# Assassinat de Raspoutine
 (juillet 2013).

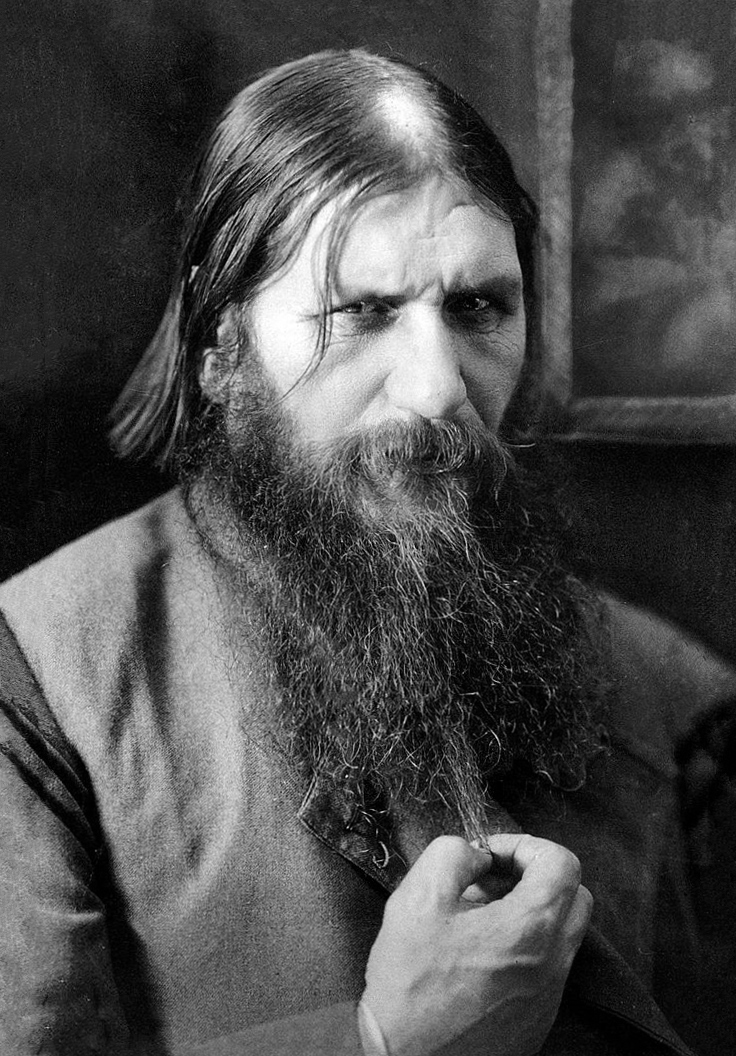
Grigori Raspoutine, vers 1916.

L’assassinat de Grigori Raspoutine aurait été perpétré par le prince Félix Ioussoupov, le grand-duc Dimitri Pavlovitch, le député Vladimir Pourichkevitch, le lieutenant Sergueï Soukhotine et le docteur Stanislas Lazovert, à Petrograd dans la nuit du 16 décembre 1916 (29 décembre dans le calendrier grégorien) au 17 décembre 1916 (30 décembre dans le calendrier grégorien). Le récit du prince Ioussoupov à propos des mobiles de l'assassinat, variable au cours de sa longue vie, semble aujourd'hui inexact. Les dernières recherches sur ce sujet s'orientent vers une liquidation voulue par les services secrets des Alliés pour éviter que le tsar Nicolas II renonce à son engagement dans le conflit de la Première Guerre mondiale.

## Première tentative d'assassinat
Le démembrement de l'Empire ottoman et la question des Balkans ont mis en place les conditions d'une guerre générale. Raspoutine, dont l'influence politique est à son zénith, est suspecté à tort d'être un partisan de la paix à tout prix et de freiner la marche de la Russie vers la guerre. Le 29 juin 1914, il est poignardé par une fausse mendiante, Khionia Gousseva, une ancienne prostituée, au sortir de son travail a l'église de son village sibérien. L'ordre d'assassiner Raspoutine serait venu de Sergueï Mikhaïlovitch Troufanov, fanatique du mouvement nationaliste des Cent-Noirs et qui se faisait appeler le moine Iliodore. Il est plus vraisemblable de relier cet acte au désir de l'entourage familial du tsar de neutraliser Raspoutine, notamment le grand-duc Nicolas Nikolaïevitch de Russie et sa femme Anastasia de Monténégro désireux de voir la Russie s'engager dans une guerre dans les Balkans. Raspoutine reste en Sibérie jusqu'à son rétablissement. Gousseva déclarée folle est placée en clinique psychiatrique et libérée en mars 1917 par le gouvernement provisoire qui voit en son geste l'acte d'une héroïne patriotique.

## Les causes du complot
Alors que la Russie accumule les désastres dans la Première Guerre mondiale, un nombre croissant de politiques, militaires et membres du clergé orthodoxe pensent que le « starets » est germanophile et déplorent l’ascendant qu’exerce Raspoutine sur la tsarine et la famille impériale comme néfaste pour la Russie. Kerenski, ministre de la justice, diligente une enquête officielle qui ne trouve aucune charge contre Raspoutine. Ce qui n'empêche pas Alexandre Kerenski de soutenir qu'il est « le pivot autour duquel gravitaient les intrigues des germanophiles et d'authentiques agents allemands. »
En août 1915, le grand-duc Nikolaï Nikolaïevitch de Russie est démis de ses fonctions de commandant suprême des armées impériales par Nicolas II et, le 21 août 1915, l'empereur se met à leur tête. Il confie le gouvernement intérieur à son épouse. En qualité de conseiller privé de l'impératrice, Raspoutine rend quotidiennement visite à la tsarine, lui prodiguant des conseils. Alexandra Fiodorovna a une confiance aveugle en Raspoutine, le laissant même se charger d'affaires urgentes, parfois même de questions concernant l’Empire. Il fait et défait les ministres. 

« La foi aveugle de la tsarine en Raspoutine l'a amenée à lui demander conseil, non seulement dans les questions personnelles, mais aussi sur des questions de politique d'État. Le général Alekseïev, tenu en haute estime par Nicolas II, a essayé de parler à la tsarine au sujet de Raspoutine, mais il réussit seulement à s'en faire une ennemie implacable. Le général m'a dit plus tard à ce sujet sa profonde préoccupation en apprenant qu'une carte secrète des opérations militaires avait trouvé son chemin dans les mains de l'impératrice. Mais comme beaucoup d'autres, il était impuissant à prendre des mesures »

— Alexandre Kerenski, alors ministre de la justice.

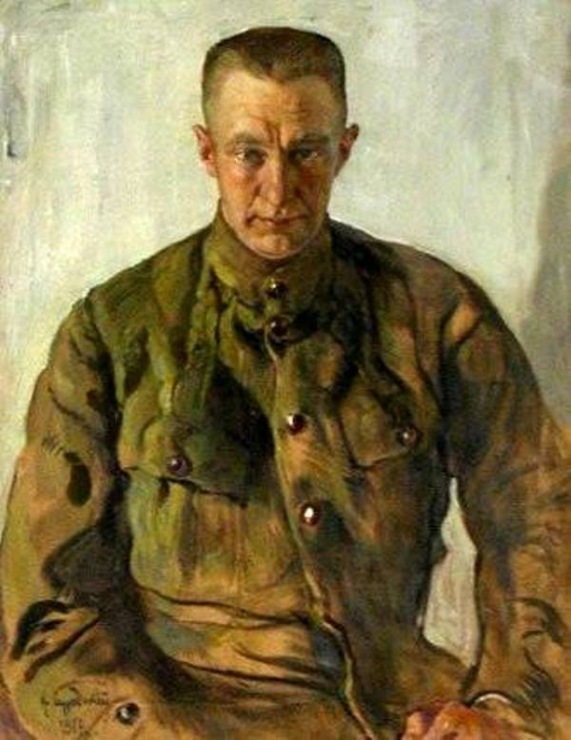
Portrait d'Alexandre Kerenski. Tableau d'Isaac Brodsky, 1918.

En outre, les inimitiés du clan Romanov, jaloux des faveurs accordées à Raspoutine, se cristallisent contre lui, d'autant plus que les différents scandales dans lesquels il est impliqué, ses débauches, où de grands noms de femmes de la haute noblesse sont prononcés, sont autant d'affronts faits à l’aristocratie.

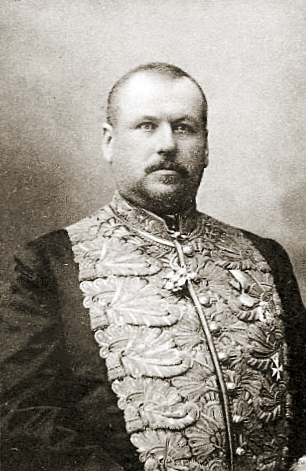
Le président de la quatrième Douma Mikhaïl Rodzianko, l'un des principaux protagonistes dans l'assassinat de Raspoutine. 1910.

Les membres de la famille Romanov, mais également certains hommes politiques, pressent Nicolas II d'écarter Raspoutine. Certaines personnes de l'entourage du couple impérial tentent sans succès de raisonner le tsar et son épouse, les avertissant des rumeurs circulant en Russie sur la vie dissolue du « starets ». Le président de la quatrième Douma, Mikhaïl Rodzianko, s'adresse à l'empereur : 

« Je dois dire à Votre Majesté que cela ne peut pas continuer beaucoup plus longtemps, personne ne vous ouvre les yeux sur le rôle véritable que cet homme [Raspoutine] joue, sa présence à la Cour de Votre Majesté sape la confiance dans le pouvoir suprême et peut avoir un effet néfaste sur le sort de la dynastie et détourner les cœurs des gens de leur empereur. »

## La naissance de la conspiration
Fin mars 1916, le prince Félix Ioussoupov décide d’éloigner Raspoutine de la famille impériale et tente de trouver des personnes disposées à lui prêter main-forte. Le prince se tourne vers les opposants déclarés à Raspoutine, mais ceux-ci considèrent le passage à l'acte comme trop dangereux.
Le 19 novembre 1916, le prince assiste au discours du président de la Douma, Mikhaïl Vladimirovitch Rodzianko, devant les députés de la Chambre basse. Ce dernier dénonce « les ministres du tsar qui ont été transformés en marionnettes, des marionnettes dont les fils ont été pris fermement en main par Raspoutine et l'impératrice Alexandra Fedorovna – le mauvais génie de la Russie et du tsar… – qui est restée une Allemande sur le trône russe et étrangère dans le pays et son peuple ». Le discours terminé, Ioussoupov entre en relation avec le député d'extrême droite de la Douma, Vladimir Pourichkevitch et lui fait part de son intention de se débarrasser de Raspoutine.
Quelques jours plus tard, à Saint-Pétersbourg, le prince rencontre Sergueï Mikhaïlovitch Soukhotine (1887-?), un jeune lieutenant du régiment Préobrajenski, blessé sur le front et convalescent. La confiance s'installant entre les deux hommes, Ioussoupov lui soumet son projet d'assassinat et, sans aucune hésitation, le jeune officier lui donne son accord.

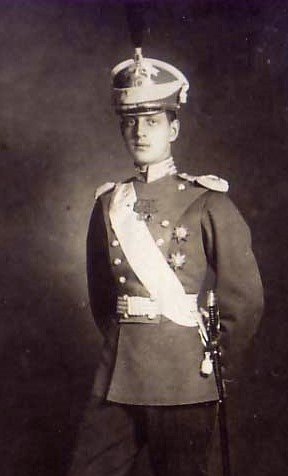
Le grand-duc Dimitri. Vers 1910.

Le jour suivant, le prince Ioussoupov rencontre le grand-duc Dimitri Pavlovitch. Ce dernier avoue songer depuis longtemps à l'assassinat, mais sans trouver le moyen d'y parvenir. Ils échangent leurs vues. Le grand-duc soumet au prince l'idée d'une potion susceptible de maîtriser le « starets ». Les deux hommes se séparent, et le grand-duc quitte Saint-Pétersbourg pour quelques jours.
Le soir-même, le prince reçoit la visite du lieutenant Soukhotine. Ioussoupov lui rapporte sa discussion avec le grand-duc Dimitri Pavlovitch. Immédiatement, les deux hommes conviennent de la nécessité de gagner la confiance du « starets » ; le prince est désigné pour tenir ce rôle.
Le 21 novembre 1916, le député Pourichkevitch adresse cette lettre au prince :

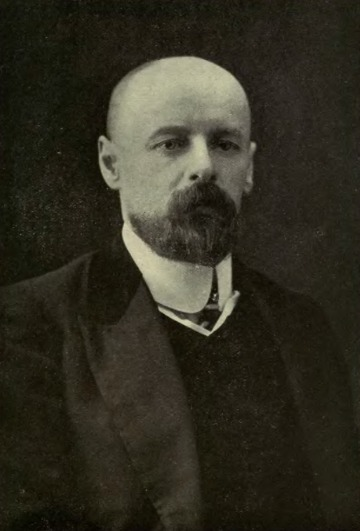
Vladimir Pourichkevitch en 1920.

« Je suis fort occupé à élaborer un plan visant à éliminer Raspoutine, ce qui est tout bonnement devenu nécessaire car, sans cela, tout sera fini… Vous devez y prendre part, vous aussi. Dimitri Pavlovitch Romanov est au courant de tout, et il nous soutient. Cela aura lieu à la mi-décembre, quand Dimitri reviendra… Pas un mot à personne de ce que j'ai écrit. »

 Le prince lui répond par cette brève lettre : 

« Merci beaucoup pour votre lettre insensée, dont je n'ai pas compris la moitié mais, ce que je peux voir, c'est que vous vous préparez à une action sauvage… Si j'ai une objection à formuler, c'est que vous ayez tout décidé sans me consulter… D'après votre lettre, je vois que vous êtes très enthousiaste et prêt à prendre le taureau par les cornes… Surtout, ne faites rien sans moi, ou alors je ne viendrai pas du tout ! »

## La préparation du complot

### Les visites du prince Ioussoupov à Raspoutine
En novembre 1916, Félix Ioussoupov est introduit auprès de Raspoutine par Maria Evgenievna Golovina (1888-?), une fervente admiratrice du « starets ». Craignant que sa famille soit avertie de ses relations avec le « starets », le prince exige que ses visites à Raspoutine restent secrètes. D'un commun accord, il est décidé que le prince entrerait et sortirait de l'appartement de Raspoutine par un escalier de service situé à l'arrière de l'appartement. Certaines rumeurs circuleront malgré tout dans Saint-Pétersbourg, et certains suspecteront le prince d'entretenir une relation à caractère homosexuel avec le « moine fou ».
Entre novembre 1916 et la nuit du 29 au 30 décembre 1916, Ioussoupov rencontre ainsi plusieurs fois le « guérisseur ». Dans ses Mémoires, le prince exprime le dégoût qu'il éprouve lors de ses rencontres avec Raspoutine ; ainsi écrit-il ces mots : « Après chaque rencontre avec Raspoutine, je pensais que j'étais couvert de boue. » Il relate également une tentative d'hypnose de Raspoutine sur lui. Ces visites seront toutefois très utiles dans la préparation de l'assassinat du moujik sibérien.

### La tentative d'hypnose sur le prince par Raspoutine
Lors d'une des visites à Raspoutine, Félix Ioussoupov est invité à s'asseoir sur un canapé. Il raconte dans ses Mémoires cette tentative d'hypnose :

« Puis, me regardant avec ferveur dans les yeux, il a commencé à passer sa main sur ma poitrine, la tête et le cou. Et, à genoux, il posa ses mains sur mon front et murmura une prière. Nos visages étaient si proches que je ne pouvais voir ses yeux. Il est resté ainsi pendant quelque temps. Soudain, il se leva et commença à faire des passes vers moi.

Le pouvoir hypnotique de Raspoutine était énorme. Je sentais comme une force invisible qui me pénétrait et versait une chaleur dans tout le corps. Dans le même temps est venue la stupeur. J'étais engourdi. Je voulais parler, mais ma langue n'a pas obéi. Lentement, j'ai sombré dans l'oubli, et je vis devant moi le regard de Raspoutine brûlant. Deux faisceaux phosphorescents fusionnés en une tache de feu.
J'ai entendu la voix du « vieil homme », mais ne pouvais pas faire sortir les mots. 
Je restais là, incapable de crier ou de me déplacer. Juste la pensée est restée en dehors et je savais que, progressivement, je tombais dans les mains de l'hypnotiseur. Et j'ai essayé de résister à la volonté d'hypnose. La force de son hypnotisme, cependant, a grandi comme une coquille épaisse autour de moi. Impression d'une lutte inégale entre les deux personnalités. Tout cela est bien, j'ai réalisé avant et j'ai résisté. Je ne pus bouger jusqu'à ce qu'il m'ait ordonné de me lever. Je commençais à distinguer sa silhouette, son visage et ses yeux. Le terrible incendie avait disparu. Il me regarda fixement, il ne remarqua pas ma résistance. Satisfait, confiant, le « vieil homme » sourit, persuadé que j'étais à sa merci. »

## Le plan
Cinq personnes sont donc volontaires pour assassiner Raspoutine : le prince Ioussoupov, le grand-duc Dimitri, Sergueï Mikhaïlovitch Soukhotine, Vladimir Pourichkevitch, et le docteur Stanislas de Lazovert, chargé de conduire la voiture et de fournir le cyanure.
Le plan concernant l'assassinat est simple :
1. il convenait en premier lieu que le prince Ioussoupov se liât avec Raspoutine ;
2. il s'agit ensuite de choisir le lieu de l'assassinat et de trouver un moyen d'y attirer Raspoutine ;
3. vient ensuite la question de l'arme à utiliser et de la méthode à employer pour assassiner Raspoutine ;
4. d'autre part, de quelles façons peut-on échapper aux soupçons de la police ? ;
5. enfin, que faire du cadavre du « starets » ?

Le grand-duc Dimitri était pris par diverses occupations chaque soir jusqu'au 29 décembre et, le 30 décembre, Pourichkevitch allait être envoyé au front à bord d'un train-hôpital. D'un commun accord, les conspirateurs fixent la date de l'assassinat à la nuit du 29 au 30 décembre 1916. Le prince indique à ses complices que l'appartement du « starets » n'est plus placé sous surveillance après minuit. Le prince Félix Ioussoupov est chargé d'aller chercher le « starets » à son domicile après minuit et demi. 

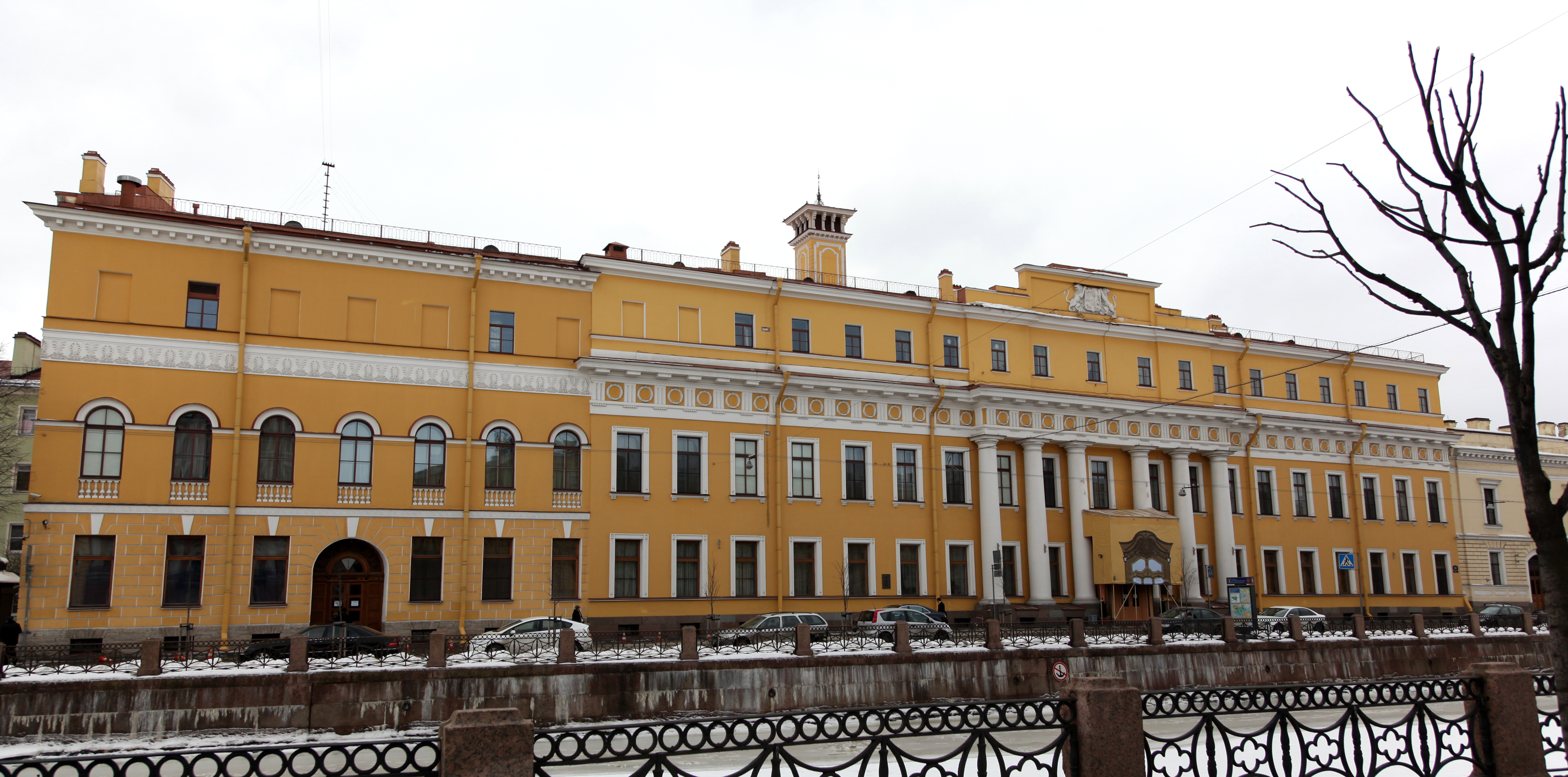
Le Palais de la Moïka. Photo 2012.

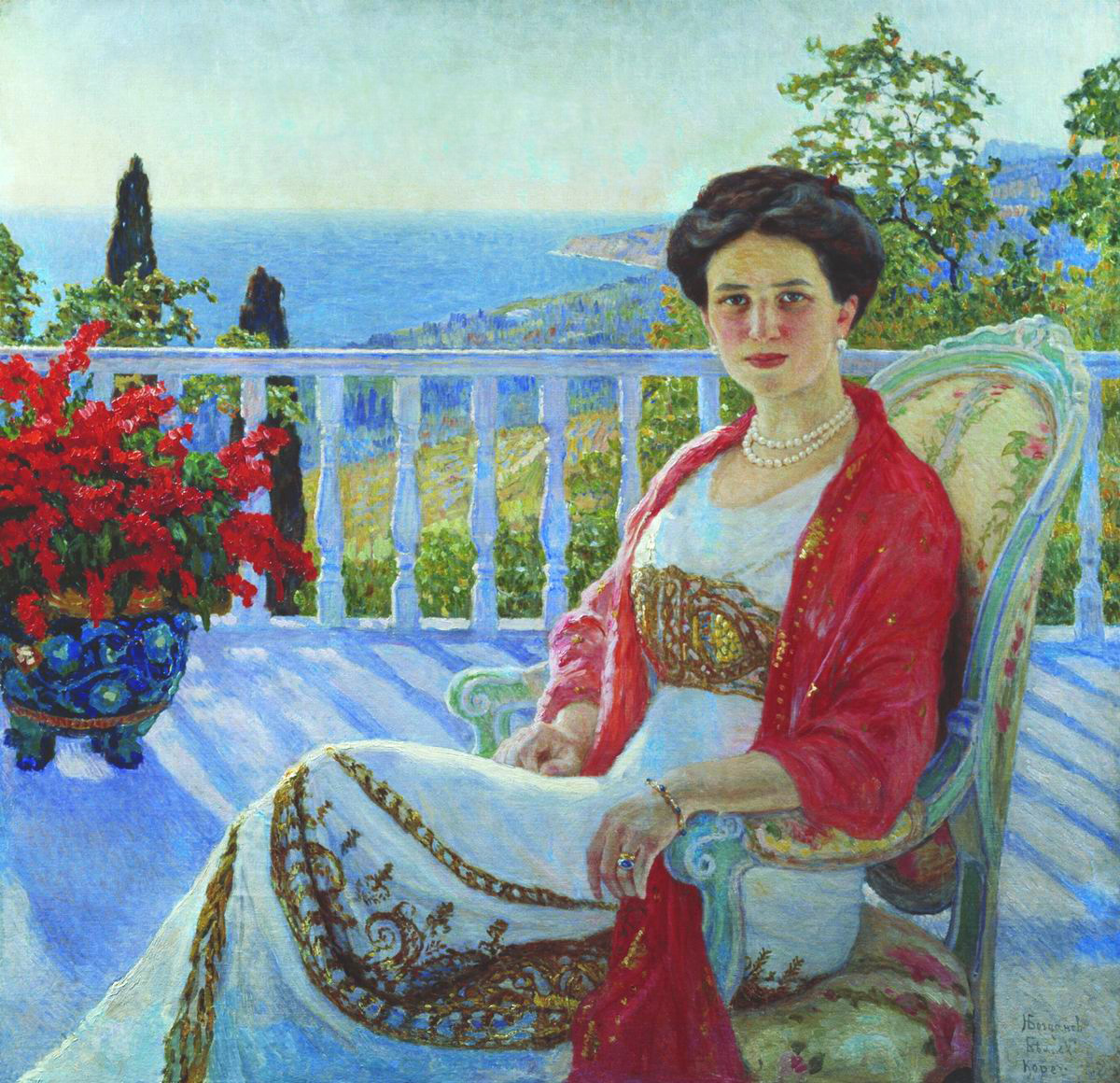
Dame au balcon. Tableau de Nikolaï Bogdanov-Belski, 1914. Portrait d'Irina Alexandrovna, épouse du prince Ioussoupov.

Conduire Raspoutine au Palais de la Moïka est aisé : chacun en Russie connaissait l'appétit sexuel du « starets ». Mais il faut trouver un appât. Pour tenir ce rôle, les cinq conspirateurs songent à la princesse Irina Alexandrovna, l'épouse de Ioussoupov. Elle se trouve alors en Crimée, et son époux lui adresse plusieurs lettres au début de décembre. La princesse l'informe cependant de son refus de servir de leurre. Les conspirateurs doivent se passer de sa participation, mais ils n'abandonnent pas l'idée pour autant.
Afin d'éviter d'être repérés, le prince Ioussoupov et Raspoutine entreraient par une porte située sur le côté du Palais de la Moïka. Des escaliers conduiraient ensuite les deux hommes dans une salle à manger aménagée par le prince dans le sous-sol du palais. Le palais était construit sur les rives de la rivière Moïka. En face se trouvait un bâtiment occupé par des policiers. On doit donc renoncer à l'idée de se servir d'armes à feu, trop bruyantes, et l'on s'oriente vers l'utilisation de poison. Dans la salle à manger du sous-sol, des restes de festin seraient mis en évidence ; à l'étage serait diffusée de la musique, pour ne pas éveiller la méfiance de Raspoutine. Le prince informerait le « starets » de la visite de son épouse après le départ des invités de celle-ci. En feignant d'attendre l'arrivée de la princesse, Ioussoupov servirait à Raspoutine des gâteaux et du vin contenant du cyanure.
Afin que la présence de Raspoutine au Palais de la Moïka n'éveille des soupçons, le prince presse le « starets » de taire son rendez-vous avec la princesse. Ioussoupov viendrait chercher le « moine fou » au pied de l'escalier de son appartement. Et, pour brouiller davantage les pistes, les conspirateurs téléphoneraient dans la nuit du 29 au 30 décembre au restaurant « le Villa Rhode » pour demander si Raspoutine était encore là, car une personne l'attendait...
Après l'assassinat, le cadavre serait enveloppé dans un tapis lesté, puis jeté dans la rivière. En ce mois de décembre, toutes les rivières aux alentours de Saint-Pétersbourg étaient gelées, et les cinq hommes cherchèrent un trou où jeter le cadavre. Ils en trouvèrent un dans la malaïa Nevka[réf. nécessaire].

## L’assassinat
Au cours des derniers mois de 1916, Raspoutine vit dans la terreur. Pour oublier sa peur, il boit plus que de raison et passe ses nuits dans les cabarets tziganes. Il sent sa fin très proche : à de nombreuses reprises, il parle de son assassinat imminent. Le jour de sa mort, le « starets » reçoit de nombreuses visites de personnes dans son appartement, et tous ceux qui viennent le consulter insistent pour qu'il ne quitte pas son domicile.

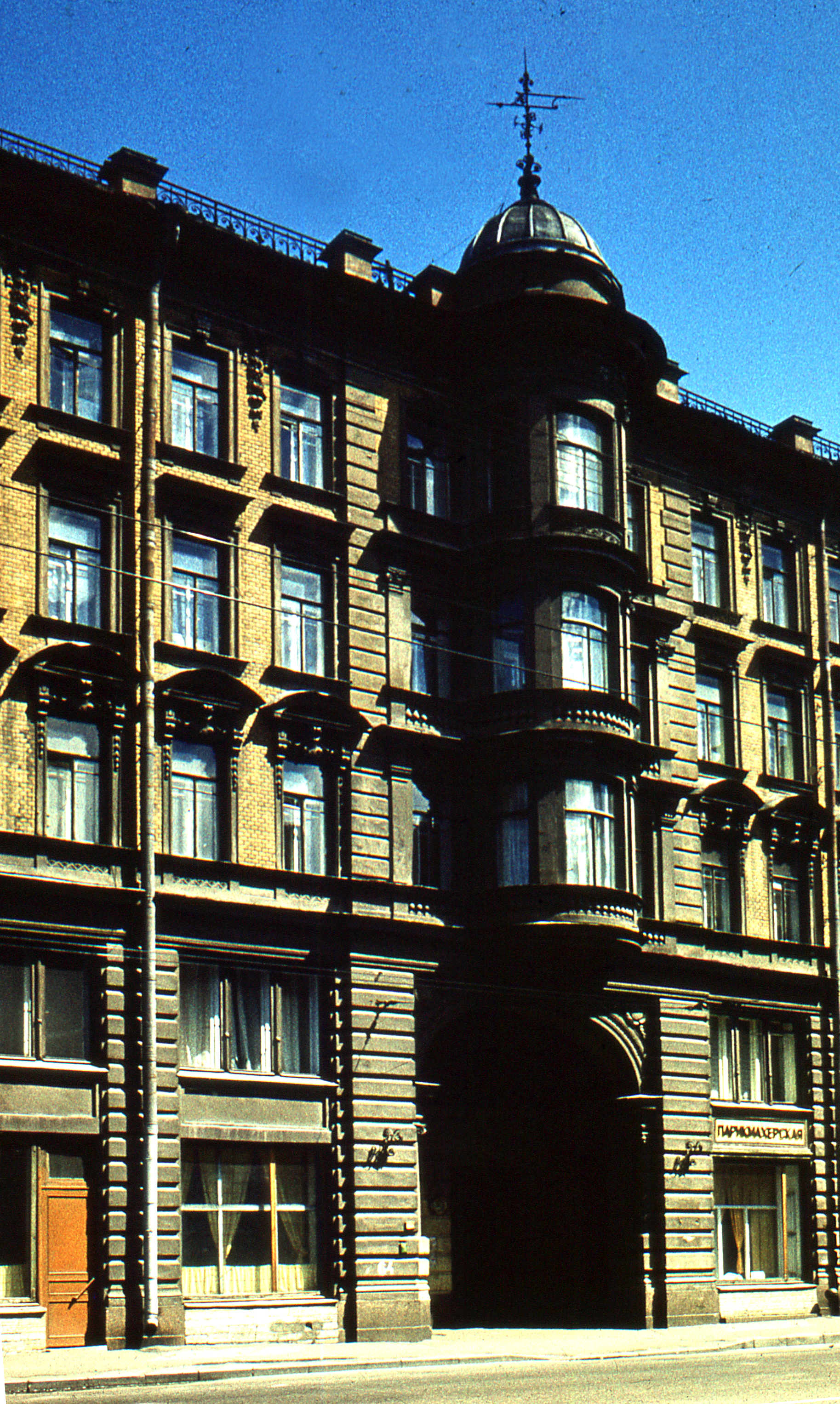
La maison au 64 rue Gorokhovoï à Saint-Pétersbourg où vécut Raspoutine

Le 29 décembre 1916, les quatre complices du prince se présentent au Palais de la Moïka. Le prince Ioussoupov sort de sa poche une boîte contenant le cyanure et la dépose près des gâteaux à la crème rose. Après avoir enfilé des gants de caoutchouc, le docteur Stanislas Lazovert sort plusieurs cristaux de cyanure de la boîte puis, après les avoir réduits en une fine poudre, il ôte les petits chapeaux des gâteaux et, à l'aide d'une seringue, dépose une petite quantité de poison – mais qui suffirait, selon le docteur, à tuer un éléphant – sur quelques-unes des pâtisseries. Afin de ne pas susciter la méfiance du « starets », le prince doit goûter quelques gâteaux et, pour cette raison, le docteur en laisse quelques-uns intacts. Plus tard, deux verres de vin seront également empoisonnés. Ce travail terminé, le docteur Lazovert jette ses gants au feu. Onze heures sonnent : les préparatifs sont terminés. Afin de mettre Raspoutine en confiance, les comploteurs décident, dès l'entrée de Raspoutine, de diffuser une musique gaie à l'étage.
Un peu avant minuit trente, le prince, vêtu d'un manteau et d'une ouchanka en fourrure masquant son visage, monte dans une voiture garée à proximité du porche du palais. Le docteur Lazovert est installé au volant du véhicule.

À minuit trente, le prince se présente à la porte du « starets ». Ioussoupov aide Raspoutine à revêtir son manteau. Dans ses Mémoires, le prince écrit : 

« Une inexprimable pitié pour cet homme m'a soudain saisi. La fin ne justifie pas les moyens ignobles. J'ai ressenti le mépris de soi. Comment pourrais-je commettre une telle infamie ? J'ai regardé la victime. Le « vieil homme » était confiant et calme. Et puis, soudain, apparut devant moi la vie de Raspoutine dans toutes ses abominations. Et mes doutes et scrupules disparurent. »

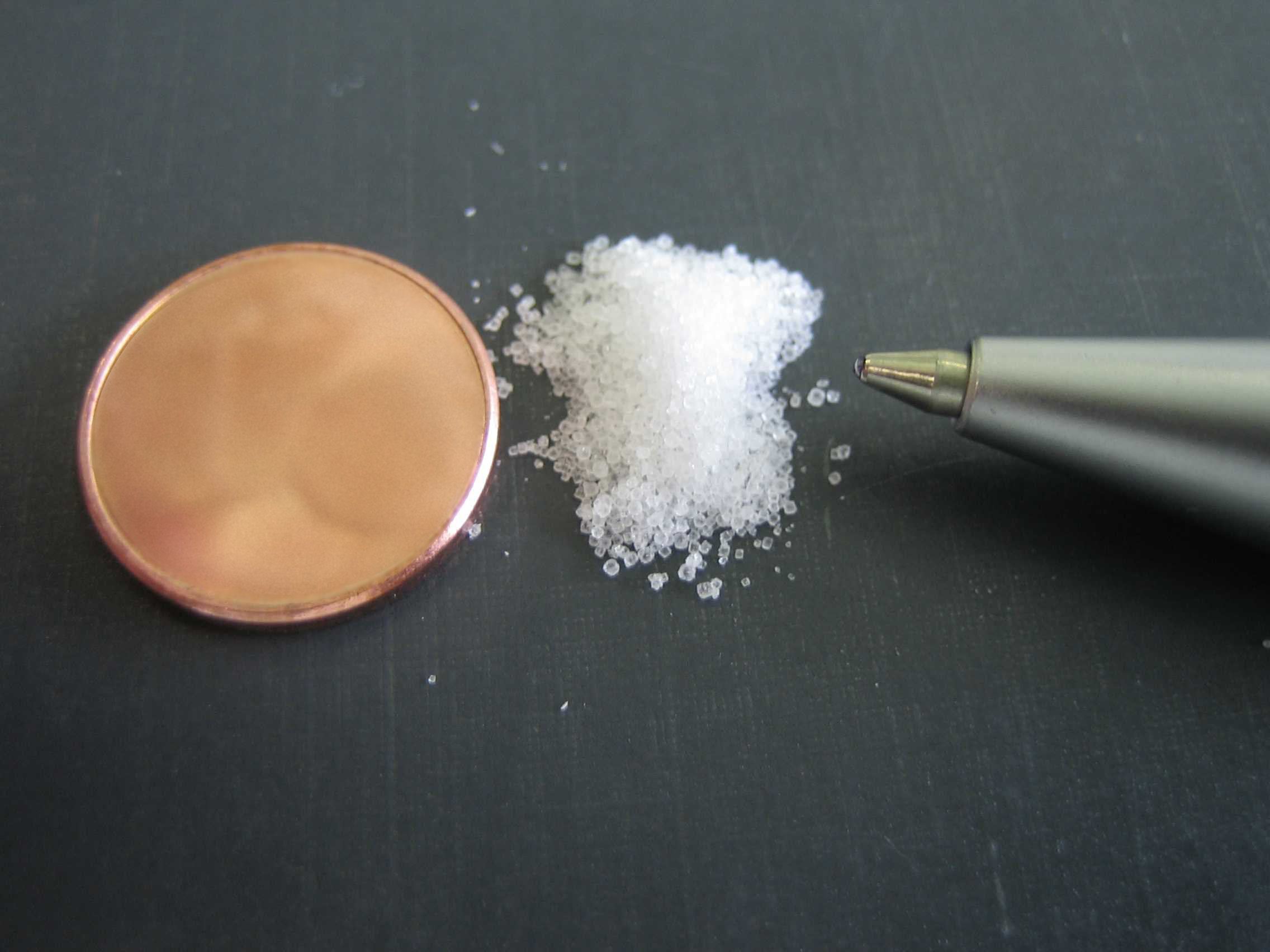
Dose mortelle de cyanure de potassium ou KCN, à côté d’une pièce de 1 centime d’euro.

Dans la rue, le prince regarde autour de lui : la rue est déserte. Après un détour, la voiture vient se garer près du porche. Le prince invite le « starets » à le suivre. Ils entrent par une porte latérale du palais puis, après avoir parcouru un hall de marbre et descendu un escalier, les deux hommes pénètrent dans la salle à manger. Dans cette pièce, le « starets » entend des voix et les notes d'une musique gaie provenant d'un phonographe (Yankee Doodle Dandee). Le prince rassure Raspoutine : il lui explique que son épouse est retenue par des invités et qu'elle descendra plus tard. Les quatre complices de Ioussoupov sont postés près de l'escalier conduisant à la salle à manger. En attendant la princesse, le prince offre au « starets » une pâtisserie contenant du cyanure. Cependant, trouvant le gâteau trop sucré, Raspoutine le refuse, et fait de même quand lui est proposé un verre de vin. Le prince est pris de panique et rejoint ses complices. À son retour dans la salle à manger, le « starets » s'est ravisé : celui-ci demande quelques gâteaux empoisonnés qu'il mange, puis il avale un verre de vin de madère. Très toxique, le cyanure de potassium agit en principe rapidement sur l'organisme. Le prince, cependant, constate avec stupeur que le poison n'a aucun effet sur Raspoutine : ce dernier poursuit la discussion sans manifester aucun signe de perte de conscience. Voyant une guitare posée dans un coin de la pièce, Raspoutine demande au prince de lui jouer un morceau de musique. Les minutes s'égrènent, mais le poison ingéré par le « starets » demeure sans effet. Or selon le témoignage de la fille de Raspoutine, publié en 1966 : « père s’abstint très jeune de manger la chair des animaux à sang chaud et ne varia jamais (…) Quant aux sucreries, il les jugeait pernicieuses pour la santé et n’en mangea jamais » et l’autopsie réalisée en 1916 ne confirmera pas la présence de poison. 
Vers 2 heures 30, affolé, Ioussoupov retrouve ses complices qui se tiennent toujours dans l'escalier. Il s'empare du revolver du grand-duc Dimitri Pavlovitch et revient dans la salle à manger. Le « starets » tourne le dos au prince, et il ne remarque pas que celui-ci pointe une arme sur lui. Ioussoupov lui dit : « Grigori Efimovitch, vous feriez mieux de regarder le crucifix et prier. » Le prince tire vers le cœur. Raspoutine pousse un cri, puis s'écroule sur la peau d'ours. En entendant le coup de feu, les quatre complices se précipitent dans la salle à manger. Ils voient le « starets » allongé sur le dos, le visage convulsionné, les poings serrés. Il a les yeux fermés. Une large tache de sang macule la blouse russe. Les conspirateurs se penchent sur le corps de Raspoutine et se mettent à l'inspecter. Après quelques minutes, les spasmes s'arrêtent, les yeux restent clos. Le docteur Lazovert déclare que « la balle a traversé le cœur ». Raspoutine ne respire plus. 

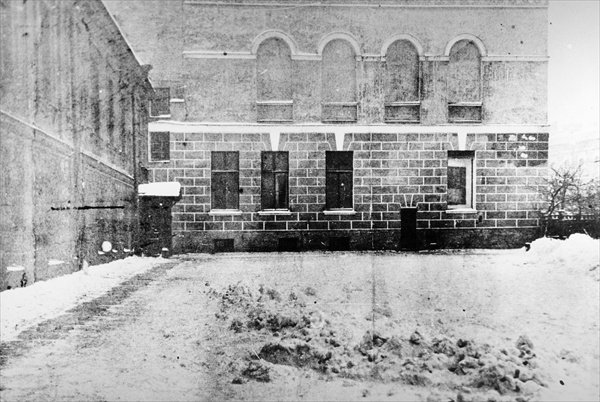
Appartement de Félix Ioussoupov, sur le côté est de la cour.

Les comploteurs remontent tous à l'étage. Le prince Ioussoupov écrira dans ses Mémoires : « Nous savions que ce qui s'était passé ce jour-là avait sauvé la Russie et la dynastie de la mort et du déshonneur. » Ils discutent de l'avenir de la Russie. Au cours de cet échange, le prince, poussé par un sentiment d'inquiétude indéfinissable, redescend au sous-sol. Raspoutine gît toujours sur le sol, immobile. Après avoir examiné son pouls, Ioussoupov constate une nouvelle fois son décès. Penché sur lui, il l'observe à nouveau et constate un léger tremblement de l'un des yeux du « mort », et puis, brusquement, l'œil gauche de celui-ci s'ouvre, puis la paupière droite se soulève. Les yeux de Grigori Raspoutine fixent le prince. Le prince est alors pris d'une terreur incontrôlable. Tétanisé, la gorge nouée, il est incapable d'appeler ses camarades. Soudain, le « starets », d'un bond, se redresse sur ses jambes et, en poussant un hurlement, il se précipite sur Ioussoupov et tente de l'étrangler. Une lutte s'engage entre les deux hommes. Les yeux du « starets » sortent de leurs orbites, un filet de sang coule de sa bouche. Le « starets » prononce plusieurs fois le prénom du prince. Félix Felixovitch Ioussoupov écrit dans ses Mémoires : « Je ne peux pas décrire la terreur qui s'empara de moi ! J'ai lutté pour me libérer de son étreinte, mais j'étais dans un étau. Entre nous s'engagea un combat féroce. Il était déjà mort par le poison et d'une balle dans son cœur, mais semblait être ranimé par des forces sataniques. »
Dans un ultime effort, le prince parvient à se libérer de l'étreinte de Raspoutine. Ce dernier tombe face contre terre. Ioussoupov se précipite alors à l'étage et alerte Pourichkevitch : « Raspoutine est encore en vie ! » Armés d'un révolver, les deux hommes descendent au sous-sol. Là, ils constatent que Raspoutine, rampant sur le sol et en poussant des râles, a déjà atteint l'escalier. Le « starets » s'appuie sur la porte menant à la cour du palais. La porte est verrouillée, ce qui rassure le prince. Soudain, elle s'ouvre malgré tout, et Raspoutine disparaît dans la nuit. Pourichkevitch se lance à sa poursuite. On entend deux déflagrations, mais le député a manqué sa cible. Selon Pourichkevitch, un troisième puis un quatrième tir atteignent Raspoutine, qui titube et finit par s'effondrer sur le sol enneigé.
Horrifié par cette terrible scène, le prince se sent mal. Dans ses Mémoires, Ioussoupov décrit cette scène : « Au bas des escaliers, j'ai vu le corps de Raspoutine. C'était comme un désordre sanglant. À la lumière de la lampe, je vis clairement ce visage défiguré. Spectacle dégoûtant. Je voulais fermer les yeux, pour échapper, oublier le cauchemar, même pour un instant. J'étais attiré par le cadavre comme un aimant. Dans ma tête, toute confuse, je devins subitement fou. À ce moment, je n'avais aucun souvenir de la loi de Dieu, ni de la race humaine. Pourichkévitch a dit plus tard qu'il n'avait jamais vu une scène plus horrible. » 

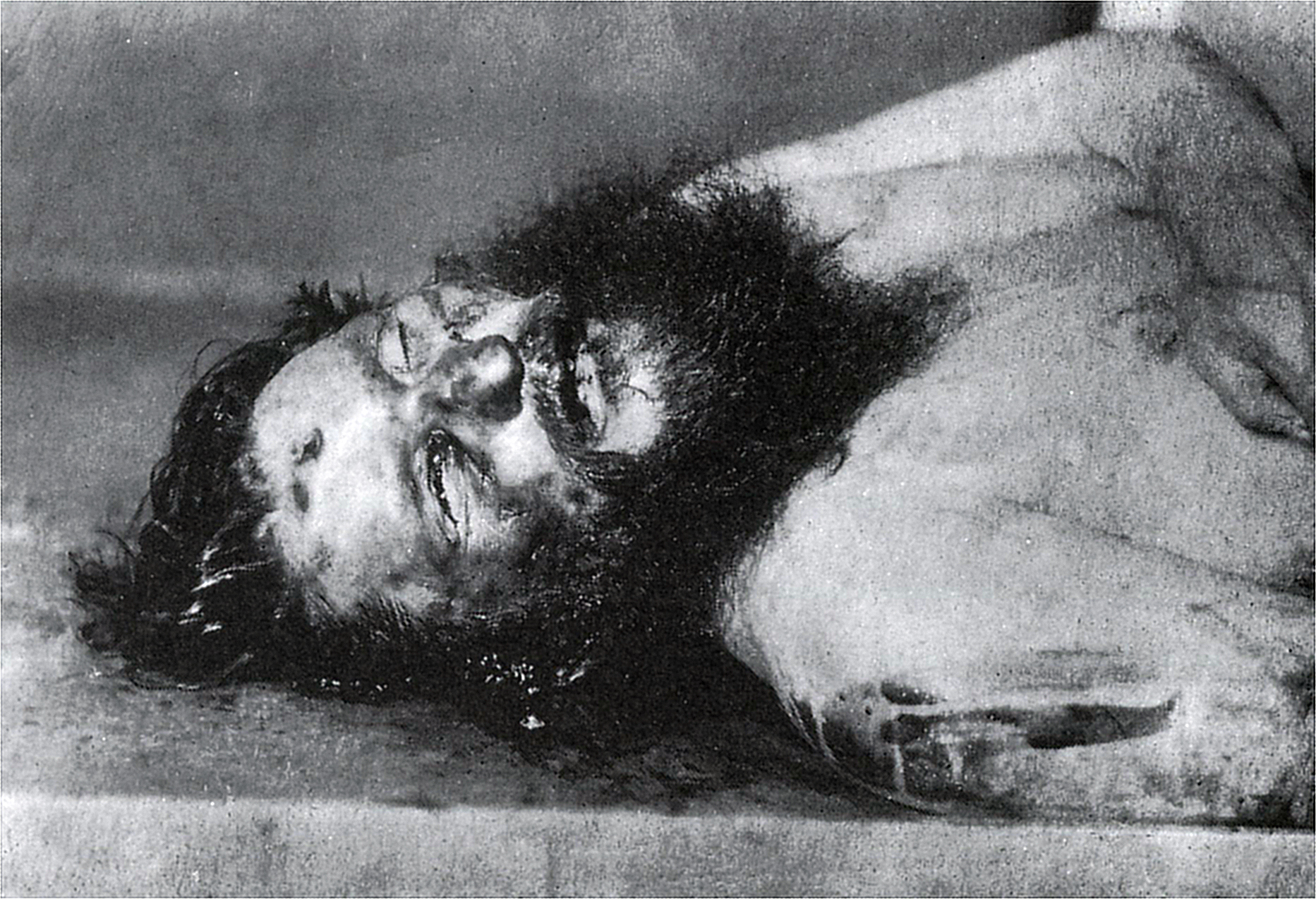
Photographie du corps de Raspoutine. Sur son front, on voit la trace d'une balle tirée à bout portant.

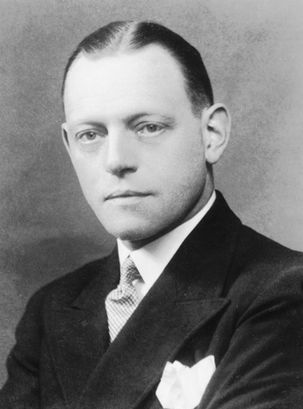
L'officier du renseignement britannique Oswald Rayner, qui aurait participé à l'assassinat de Raspoutine.

Un troisième tireur — l'autopsie montrera qu'au moins trois pistolets différents ont été utilisés —, plus expérimenté que les deux autres, loge une balle au milieu du front du « starets » à l'aide d'un revolver Webley. Une enquête fondée sur les rapports du service de renseignements britannique montre que les Britanniques redoutaient que Raspoutine voulût faire retirer les troupes russes engagées dans la Première Guerre mondiale, et laisse entendre que ce tireur serait l'officier Oswald Rayner. Dans Le Roman de Raspoutine, Vladimir Fédorovski, au terme d'une nouvelle enquête, avance que les balles furent tirées par le grand-duc Dimitri Pavlovitch et par Oswald Rayner.

## Le cadavre jeté dans la Neva
Afin de ne laisser aucun indice dans le Palais de la Moïka, les comploteurs, aidés d'un domestique, enveloppent le cadavre de Raspoutine dans son manteau. On lui remet ses chaussures. Le grand-duc Dimitri Pavlovitch et Sergueï Soukhotine chargent la dépouille du « starets » et prennent la route de l'île Petrovski. Arrivés à destination, ils jettent du haut du pont le corps ligoté, enfermé dans une toile, dans un trou pratiqué dans la glace. Selon la légende, le solide moujik est à ce moment toujours vivant : il serait mort noyé ou de froid dans la petite Neva gelée ; un des nombreux mythes amplifiant l'aura de ce personnage veut que l'autopsie ait révélé la présence d’eau dans les poumons, suggérant qu'il respirait encore au moment où il fut jeté dans la rivière. Pendant ce temps, au Palais de la Moïka, le prince et Pourichkevitch font disparaître les traces de l'assassinat.

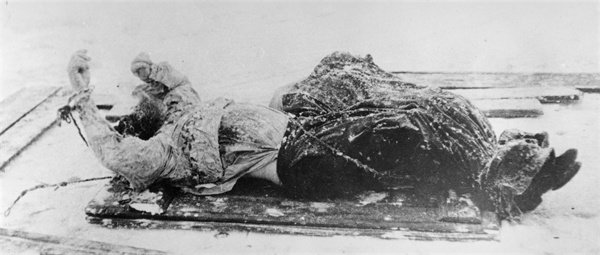
Le cadavre de Raspoutine, tel qu'il fut repêché dans la Neva, le 30 décembre 1916.

Le cadavre est retrouvé le 30 décembre 1916 au petit matin. Gelé et recouvert d’une épaisse couche de glace entourant le manteau de castor, le cadavre est remonté à la surface de la Neva au niveau du pont Petrovsky. L’album de photos de police, entreposé dans les archives du Musée d'histoire politique de la Russie de Saint-Pétersbourg n'a été révélé qu'au début des années 2000.
Ces photos révèlent le visage de Raspoutine défoncé par des coups et son corps transpercé de trois balles tirées à bout portant. Une autopsie est pratiquée à l'Académie militaire par le professeur Kossorotov le jour-même de la découverte du corps. Le rapport d'autopsie n'a pas été publié et a par la suite disparu, ce qui a donné lieu à de nombreuses rumeurs. Si les témoignages de ceux qui l'ont consulté concordent sur l'existence de trois orifices d'entrée, leurs descriptions du trajet diffèrent mais s'accordent sur le fait que les témoignages des quatre complices sur l'assassinat ne sont pas fiables. On peut cependant supposer avec quelque vraisemblance que les deux premières balles tirées par derrière ont touché Raspoutine debout (la première entrée par le thorax et ayant traversé l'estomac et le foie, la seconde entrée par le bas du dos et ayant traversé un rein), la troisième tirée par devant sur le starets à terre (entrée par le front, elle a traversé le cerveau). Cette autopsie ne permet pas de conclure si Raspoutine est mort par empoisonnement, en raison des commotions et des coups assénés, ou sous le coup des balles de revolver, mais il est probable que l'impact des balles a été mortel. Ces conclusions incertaines ont donné lieu à de nombreuses rumeurs sur les causes de la mort de Raspoutine. 
Raspoutine est inhumé le 3 janvier 1917 – 22 décembre du calendrier russe – dans une chapelle en construction, près du palais de Tsarskoïe Selo. Au soir du 22 mars, sur ordre du nouveau Gouvernement révolutionnaire, on exhume et brûle le corps de Raspoutine, et on disperse ses cendres dans les forêts environnantes. Mais, selon la légende, seul le cercueil se serait consumé et le corps de Raspoutine serait demeuré intact malgré les flammes.
Tous ces mythes autour du starets expliquent que plusieurs personnes vinrent par la suite récolter de l'eau dans laquelle Raspoutine avait été trouvé mort : elles espéraient ainsi recueillir un peu de son pouvoir mystérieux.

## Prophéties de Raspoutine
Depuis quelque temps déjà, Raspoutine pressentait son assassinat. Avant de répondre à l'invitation du prince Ioussoupov, le « starets » traça sur son testament ces lignes prophétiques : 

« Si je suis tué par des hommes ordinaires, par mes frères, toi, tsar Nicolas, tu vivras. Tu resteras sur le trône et tes enfants vivront. Si je suis tué par des seigneurs, des aristocrates, mon sang coulera sur toute la Russie, et ils devront quitter le pays qui basculera et sera vaincu. »

 Après l'assassinat de Raspoutine, il ne s'écoula pas deux mois avant que la Russie ne basculât dans une révolution sanglante.
À l'époque où le prince Ioussoupov entretenait des relations troubles avec le « moine fou », c'est-à-dire avant la nuit fatidique du 29 au 30 décembre 1916, le « starets », s'adressant au prince, aurait prophétisé : « la descendance de la famille Ioussoupov ne sera plus assurée par des garçons mais uniquement par des filles ».

## Sanctions
L’assassinat accompli, le prince Ioussoupov et ses complices sont incapables de garder le silence. L'enquête sur l'assassinat de Raspoutine est dirigée par le major-général Popel.
Le docteur Stanislas Lazovert et le jeune officier du régiment Preobrajenski, Sergueï Mikhaïlovitch Soukhotine, ont déjà quitté Saint-Pétersbourg. Le prince Ioussoupov est arrêté à la gare, alors qu'il est sur le point de prendre le train pour la Crimée.
Seuls le prince Ioussoupov, le grand-duc Dimitri et Pourichkevitch subiront un interrogatoire. La tsarine réclame l'exécution immédiate du prince et du grand-duc Dimitri, mais les autorités pétersbourgeoises refusent d’arrêter les responsables d’un acte soutenu par la population. Nicolas II ordonne l'exil pour les trois hommes. Au cours de l'interrogatoire mené par Trepov, président du Conseil, le prince nie, dans un premier temps, toute implication dans le complot. Ioussoupov est finalement assigné à résidence dans son domaine de Rakitnoïe (oblast de Koursk) par Nicolas II. Quant au grand-duc Dimitri, par sa haute naissance, il dépend de la justice du tsar, lequel l'envoie sur le front en Perse, où il sert à l'état-major des armées impériales.
En raison de sa fonction de député de la Douma, mais surtout grâce à sa place de leader du parti de la droite monarchiste, Pourichkevitch jouit d'un tel prestige que le tsar n'ose pas le sanctionner. C'est sur ordre de ce dernier, néanmoins, qu'il quitte la capitale de l'Empire russe.

## Piste anglaise
Une autre hypothèse, évoquée notamment par Vladimir Volkoff, expliquerait la résolution du jeune Félix par son appartenance aux services secrets anglais. Ceux-ci, effrayés par l’influence de Raspoutine, poussèrent le prince Ioussoupov à le supprimer en s’appuyant sur ses relations et sa quasi immunité juridique. La BBC, dans un documentaire, rapporte des conclusions différentes sur la mort de Raspoutine. L’ancien détective de Scotland Yard Richard Cullen a développé une hypothèse basée sur la découverte de Vladimir Jarov, un éminent pathologiste russe. Cette hypothèse avance comme point principal que l’un des assassins était l'agent des Services secrets britanniques Oswald Rayner, ami d'enfance du prince. Le document de presse du documentaire dit.

« Ce documentaire a été diffusé au cours du mois de juillet 2007 sur la chaîne Histoire. Entre autres indices, il apparaît que sur les photos du corps de Raspoutine, on distingue trois traces de balles différentes ; c'est la troisième, tirée exactement au milieu du front, qui serait l’œuvre d'un espion britannique : Oswald Rayner. Les Britanniques ne souhaitaient pas que Raspoutine arrive à convaincre le tsar de cesser la guerre, ce qui aurait permis, à l’époque (1916) aux soldats allemands présents sur le front de l’Est d’être libérés et de pouvoir se rendre à l’ouest, où ils auraient, d’après les Britanniques, pu permettre de remporter la guerre. »

## Documentaires
- J.-C. de Revière, G. Perez et A. Grossmann, Les Secrets de la mort de Raspoutine (présenté par Franck Ferrand), Io - Martange, série « L'Ombre d'un doute, 13 », 2012 (durée : 1 h 14).
- Raspoutine : Meurtre à Saint-Pétersbourg. Réalisation : Eva Gerberding, 2016 (durée : 52 min), ZDF[24].